# Culicoides koreensis
Culicoides koreensis är en tvåvingeart som beskrevs av Arnaud 1956. Culicoides koreensis ingår i släktet Culicoides och familjen svidknott. Inga underarter finns listade i Catalogue of Life.